# E64 (trasa europejska)
E64 – trasa europejska biegnąca przez Włochy. Zaliczana do tras pośrednich wschód - zachód droga łączy Turyn z Brescią. Jej długość wynosi 246 km.

## Stary system numeracji
Do 1985 obowiązywał poprzedni system numeracji, według którego oznaczenie E64 dotyczyło trasy: (Berlin) – Neubrandenburg – Rostock – Warnemünde – przeprawa promowa – Gedser – Nykøbing – Vordingborg – Kopenhaga. Ówcześnie trasa była zaliczana do kategorii „B”, która obejmowała odgałęzienia i łączniki między arteriami europejskimi.

### Drogi w ciągu dawnej E64
Lista dróg opracowana na podstawie materiału źródłowego
| NRD               | - droga nr 96: Berlin – Oranienburg – Neustrelitz – Neubrandenburg - droga nr 104: Neubrandenburg – Malchin – Teterow - droga nr 108: Teterow – Laage - droga nr 103: Laage – Rostock – Warnemünde |
| przeprawa promowa | |
| Dania             | droga nr 2/A2: Gedser – Nykøbing – Orehoved – Vordingborg – Køge – København |